# Cristià Gyldenløve
Cristià Gyldenløve —Christian Gyldenløve (danès)— (28 de febrer de 1674, Copenhaguen, Dinamarca -Odense, 13 de juliol de 1703) fou un dels cinc fills il·legítims que el rei Cristià V de Dinamarca (1646-1699) va tenir amb Sofia Amàlia Moth (1654-1719). Els altres, també anomenats Gyldenløve, eren:
- Cristina (1672-1689)
- Sofia Cristina (1675-1684)
- Anna Cristina (1676-1689)
- Ulric Cristià (1678-1719), Comte de Samsoe.

Cristià va rebre una educació militar a Noruega, amb el seu oncle Ulrik Frederik Gyldenløve, però també als Països Baixos i a Torí. El 1699 va ser prefecte de Bergen i administrador general de correus de Noruega. Va ser comte de Samsoe i propietari d'Assen Feldt, Gisselfeld i la baronia de Høgholm. Més tard va assumir per als seus descendents el títol de comte de Danneskiold-Samsøe arran del seu segon matrimoni.
El 27 de novembre de 1696 es va casar a Skjoldnaesholm amb Carlota Amàlia Gyldenløve (1682-1699), filla d'Ulric Frederic Gyldenlove (1638-1704) i d'Antonieta Augusta d'Aldenburg (1660-1701). D'aquest primer matrimoni en nasqueren:
- Frederica Lluïsa de Danneskiold-Samsøe (1699-1744), casada amb el duc Cristià August I de Schleswig-Holstein-Sonderburg-Augustenburg (1696-1754).
- Cristina Carlota de Danneskiold-Samsoe (1698-1699).

El 27 de maig de 1701 es va casar a Copenhaguen amb Dorotea Krag (1675-1754), filla del coronel Mogens Krag (1625-1676) i d'Hedwig de Kuhla. El matrimoni va tenir dos fills:
- Cristià de Danneskiold-Samsoe (1702-1728), casat amb la comtessa Conradina Cristina de Friis (1699-1723).
- Frederic de Danneskiold-Samsoe (1703-1770)